# بنفسج جونستوني
بنفسج جونستوني (الاسم العلمي: Viola johnstonii) هو نوع من النباتات يتبع جنس البنفسج من فصيلة البنفسجية.